# كلوديا سلمان
كلوديا سلمان (بالألمانية: Claudia Rath)‏ هي منافسة ألعاب القوى ألمانية، ولدت في 25 أبريل 1986 في هادامار في ألمانيا.

## وصلات خارجية
- كلوديا سلمان على موقع الاتحاد الدولي لألعاب القوى (الإنجليزية)
- كلوديا سلمان على موقع الدوري الماسي (الإنجليزية)
- كلوديا سلمان على موقع اللجنة الأولمبية الدولية (الإنجليزية)
- كلوديا سلمان على موقع أوليمبيديا (الإنجليزية)
- كلوديا سلمان على موقع اللجنة الأولمبية الألمانية (الألمانية)